# Cephonodes armatus
Cephonodes armatus là một loài bướm đêm thuộc họ Sphingidae. Nó được tìm thấy ở Fiji và miền bắc quần đảo Mariana.
Phía trên màu xanh lá cây đậm, nó giống với Cephonodes janus janus nhưng khúc bụng có đốm đỏ.

## Phụ loài
- Cephonodes armatus armatus (Fiji)
- Cephonodes armatus marianna Rothschild & Jordan, 1903 (quần đảo Mariana)